# Poslední míle
Poslední míle je pojem používaný v odvětví telekomunikací, kabelové televize a internetu k označení poslední části telekomunikačních sítí, které poskytují telekomunikační služby maloobchodním koncovým uživatelům (zákazníkům). Jde tedy o propojení mezi koncovým bodem sítě a účastníkem. Koncovým bodem zpravidla bývá místní ústředna nebo jiné sdružovací zařízení. (V poštovním provozu se výraz používá v analogickém smyslu pro spojení mezi koncovou poštovní provozovnou a adresátem.)
Tento pojem do češtiny pronikl z anglosaského prostředí, je překladem pojmu Last mile. Slovo „míle“ je použito metaforicky; délka spojnice poslední míle může být větší nebo menší než míle. Protože poslední míle sítě k uživateli je naopak první míle z objektu uživatele do vnějšího světa, když uživatel odesílá data, alternativně se také používá termín první míle. V češtině se spíše používá odborný výraz místní smyčka nebo účastnická přípojka.
Poslední mílí je účastnické vedení, zpravidla telefonní pár, a technologie potřebná zajištění přenosu hovoru a často i dálkového napájení koncového zařízení. To mohou být různá zařízení k vícenásobnému využití účastnických vedení, která se zejména v minulosti hojně používala z důvodu nedostatku telefonních vedení, například podvojné a sériové přípojky, koncentrátory, obecně nazývané sdružovací zařízení.
Termín poslední míle se nejčastěji používá v datových přenosech, kde označuje kromě vedení i různé opakovače signálu, zesilovače, modemy, vysílače a přijímače a další zařízení potřebná k propojení mezi účastníkem a provozovatelem (providerem) sítě. Používání výrazu „poslední míle“ se ale rozšířilo i mimo odvětví komunikací pro další distribuční sítě, které dodávají zboží zákazníkům, jako jsou např. potrubí, která dodávají vodu a zemní plyn do prostor zákazníků.